# 羅特圖爾姆山 (蓋爾塔爾阿爾卑斯山脈)
46°46′20″N 12°48′24″E / 46.77209°N 12.80665°E

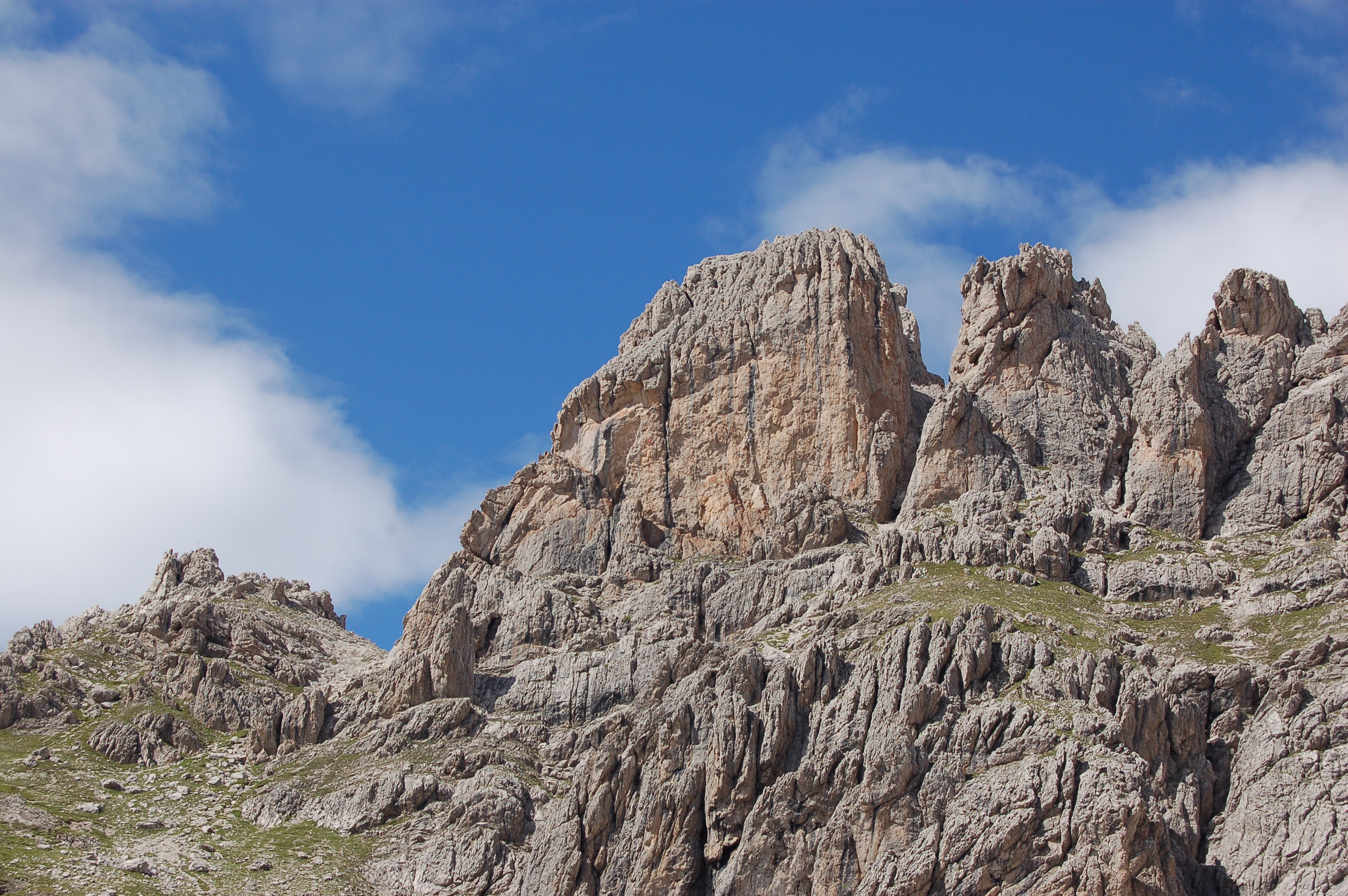

羅特圖爾姆山（德語：Roter Turm），是奧地利的山峰，位於該國西部，由蒂羅爾州負責管轄，屬於蓋爾塔爾阿爾卑斯山脈的一部分，該山峰海拔高度2,702米。